# Statua della Libertà
La statua della Libertà (in inglese Statue of Liberty, in francese Statue de la Liberté), il cui nome completo è la Libertà che illumina il mondo (in inglese Liberty Enlightening the World, in francese La Liberté éclairant le monde), nota pure come Lady Liberty, è un simbolo di New York e degli Stati Uniti d'America, uno dei monumenti più importanti e conosciuti al mondo. È situata all'entrata del porto sul fiume Hudson al centro della baia di Manhattan, sulla rocciosa Liberty Island.
Dono della Francia al popolo degli Stati Uniti, fu realizzata dal francese Auguste Bartholdi, con la collaborazione di Gustave Eiffel, che ne progettò la struttura reticolare interna in acciaio, collegata all'esterno con il rivestimento in fogli di rame sagomati e rivettati. Raffigura una personificazione della Libertà, drappeggiata con una lunga toga, nell'atto di elevare fieramente una fiaccola al cielo, mentre con l'altra mano tiene una tavola recante la data della Dichiarazione d'indipendenza degli Stati Uniti d'America (il 4 luglio 1776).

## Storia

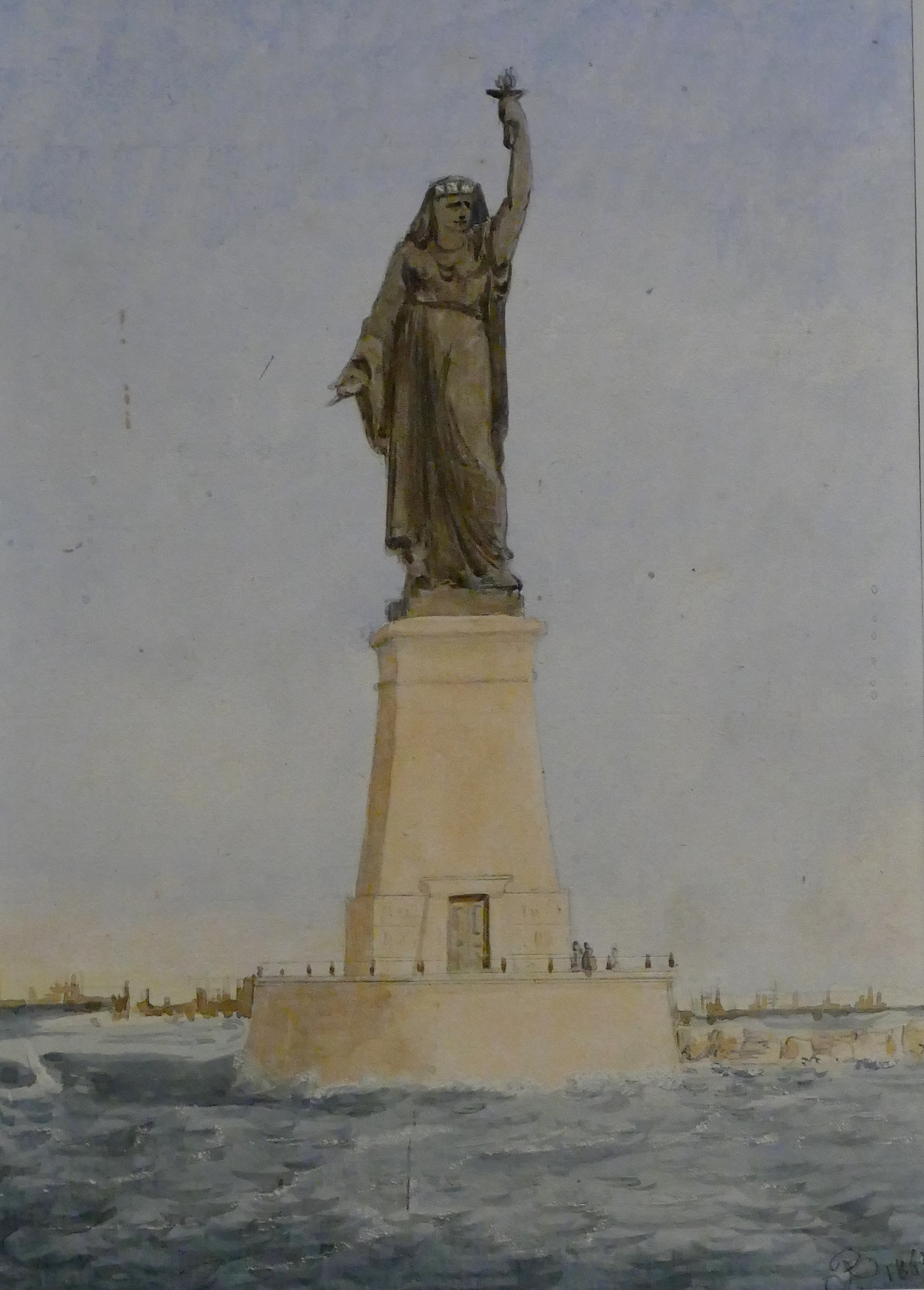
Acquarello del progetto originario, L'Egitto che illumina l'Asia, destinato al canale di Suez

### Le origini
L'idea di un monumento presentato dal popolo francese in dono agli Stati Uniti fu formulata per la prima volta da Édouard René de Laboulaye presidente della Société française pour l'abolition de l'esclavage [Società francese per l'abolizione dello schiavismo] nonché importante pensatore politico della Terza Repubblica. La prima menzione di un progetto del genere è datata al 1865 circa, in una conversazione che egli intrattenne presso la sua dimora a Versailles con lo scultore Frédéric Auguste Bartholdi, a cui confidò: «Se un monumento deve sorgere negli Stati Uniti come un ricordo della loro indipendenza, devo credere che sia naturale realizzarlo con sforzi comuni – un lavoro comune delle nostre due nazioni: Francia e America». Laboulaye, il quale fu anche un ardente sostenitore dell'Unione nella guerra civile americana, intendeva in questo modo glorificare in chiave scultorea l'avanzamento civile negli Stati Uniti dopo il termine delle ostilità, nonché i «valori comuni alle due repubbliche sulle sponde opposte dell'Oceano Atlantico, in un mondo occidentale all'epoca in prevalenza monarchico» (museo d'Orsay).
Secondo Bartholdi, il commento di Laboulaye non fu formulato esattamente come una proposta, considerata la natura repressiva del regime di Napoleone III; egli, tuttavia, ne fu potentemente ispirato. All'epoca Bartholdi era comunque impegnato con diversi altri progetti: sempre negli anni 1860, ad esempio, egli si rivolse a Isma'il Pascià, chedivè di Egitto, per proporgli l'idea di erigere all'imbocco nord del canale di Suez un monumentale faro nelle forme di una antica fallah egiziana, avvolta in una veste drappeggiata e con una torcia in mano: a questa colossale figura muliebre lo scultore diede il nome di L'Egitto che illumina l'Asia. Bartholdi, che si rifece per la sua creazione a un importante riferimento classico, il Colosso di Rodi, elaborò per la sua statua diversi modelli e disegni: il chedivè, tuttavia, rinunciò al suo progetto, per via dei costi ritenuti eccessivi. Il faro per l'ingresso settentrionale del canale di Suez fu poi effettivamente eretto, in forme decisamente più semplici, nel 1869 su progetto di François Coignet.
Lo scoppio della guerra franco-prussiana, a cui Bartholdi partecipò, rallentò l'elaborazione da parte dello scultore di ogni altro progetto. La deposizione di Napoleone III e l'istituzione in Francia della Terza Repubblica sollecitarono Bartholdi e Laboulaye a riprendere l'idea di dar vita a un monumento simbolico dell'amicizia franco-statunitense. Con questo obiettivo, nel giugno 1871 Bartholdi si recò personalmente negli Stati Uniti. Giunto nel Nuovo Continente, lo scultore scelse come sito per la Statua una piccola isoletta al largo della baia di New York, la Bedloe's Island: il sito fu giudicato favorevole sia per la sua alta visibilità da tutti i natanti in arrivo al porto di New York, sia perché terra demaniale, proprietà del governo degli Stati Uniti (era, pertanto, come scrisse egli stesso a Laboulaye, una «terra comune a tutti gli stati»). Tra le varie figure pubbliche di spicco a cui Bartholdi recò visita vi fu anche il presidente Ulysses S. Grant, che gli garantì l'idoneità di Bedloe's Island come potenziale sito di progetto.
Bartholdi, che attese all'elaborazione dei primi schizzi progettuali quando ancora era negli Stati Uniti, li perfezionò una volta ritornato in Francia, e un primo modello per la Statua fu completato già nel 1870. Nello stesso anno, in ogni caso, egli fu impegnato anche con altri progetti: degno di menzione è sicuramente il Leone di Belfort della Place Denfert-Rochereau a Parigi, dove il ruggente felino, nel commemorare l'eroismo dei francesi durante l'assedio di Belfort, si carica di una qualità emozionale, tipica del Romanticismo, che Bartholdi avrebbe trasferito anche nella Statua della Libertà.

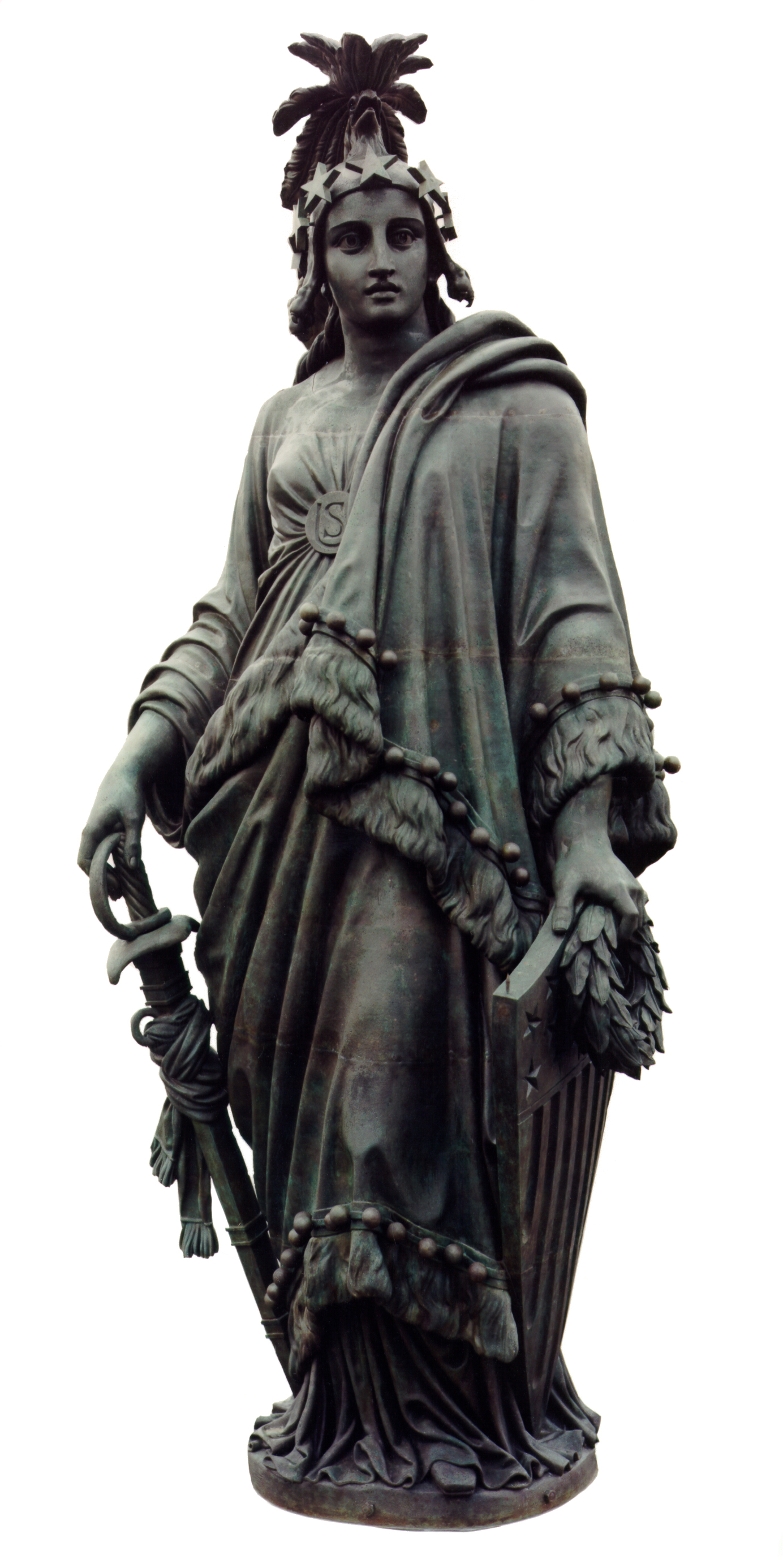
La Statua della Libertà collocata sul vertice della cupola del Campidoglio di Washington, opera di Thomas Crawford

### Il simbolismo
Obiettivo di Bartholdi e Laboulaye era quello di esprimere, nel modo più comunicativo ed eloquente possibile, le virtù della libertà americana. La figura femminile era già stata utilizzata varie volte come rappresentazione allegorica della nazione: Columbia, reinterpretazione statunitense della Marianne francese, e la Libertà, derivazione di Libertas, divinità dell'emancipazione e dell'autonomia venerata nell'antica Roma. Rappresentazioni della Libertà erano incise su numerose monete americane del tempo, oltre che diffuse in numerose opere pittoriche e scultoree, tra cui la Statua della Libertà di Thomas Crawford, posta sul vertice della cupola del Campidoglio di Washington. L'iconografia della statua, in ogni caso, è debitrice di numerose altre tradizioni figurative, come quelle della dea egizia Iside e quella cristiana della Vergine Maria.
La scelta di ricorrere alla rappresentazione della Libertas come simbolo allegorico degli ideali repubblicani era molto diffusa negli artisti del Settecento e dell'Ottocento. Ciò malgrado, Bartholdi e Laboulaye erano contrari a plasmare un'immagine della libertà carica di quell'ardore rivoluzionario che, ad esempio, anima La Libertà che guida il popolo di Eugène Delacroix, in cui una donna seminuda, sventolando il tricolore francese, guida una folla di rivoltosi, in riferimento all'insurrezione del 1830 che portò alla fine dell'assolutismo monarchico di Carlo X di Francia. Laboulaye era fortemente critico delle rivoluzioni, e perciò, alla tumultuosa violenza della tela di Delacroix, preferì promuovere per la nuova Statua della Libertà un'attitudine serena ed equilibrata. In sostituzione della seminudità e della bandiera francese agitatamente sventolata, infine, nella medesima prospettiva, vi sarebbero stati un severo drappeggio e una torcia, in rappresentazione del progresso. La statua di Bartholdi, inoltre, si discosta parzialmente anche dall'iconografia di quella del Campidoglio di Washington; se in quest'ultima opera la donna veste un berretto, Bartholdi coronò la propria figura con un diadema a sette raggi, atti a illuminare con il proprio messaggio libertario tutto il mondo.

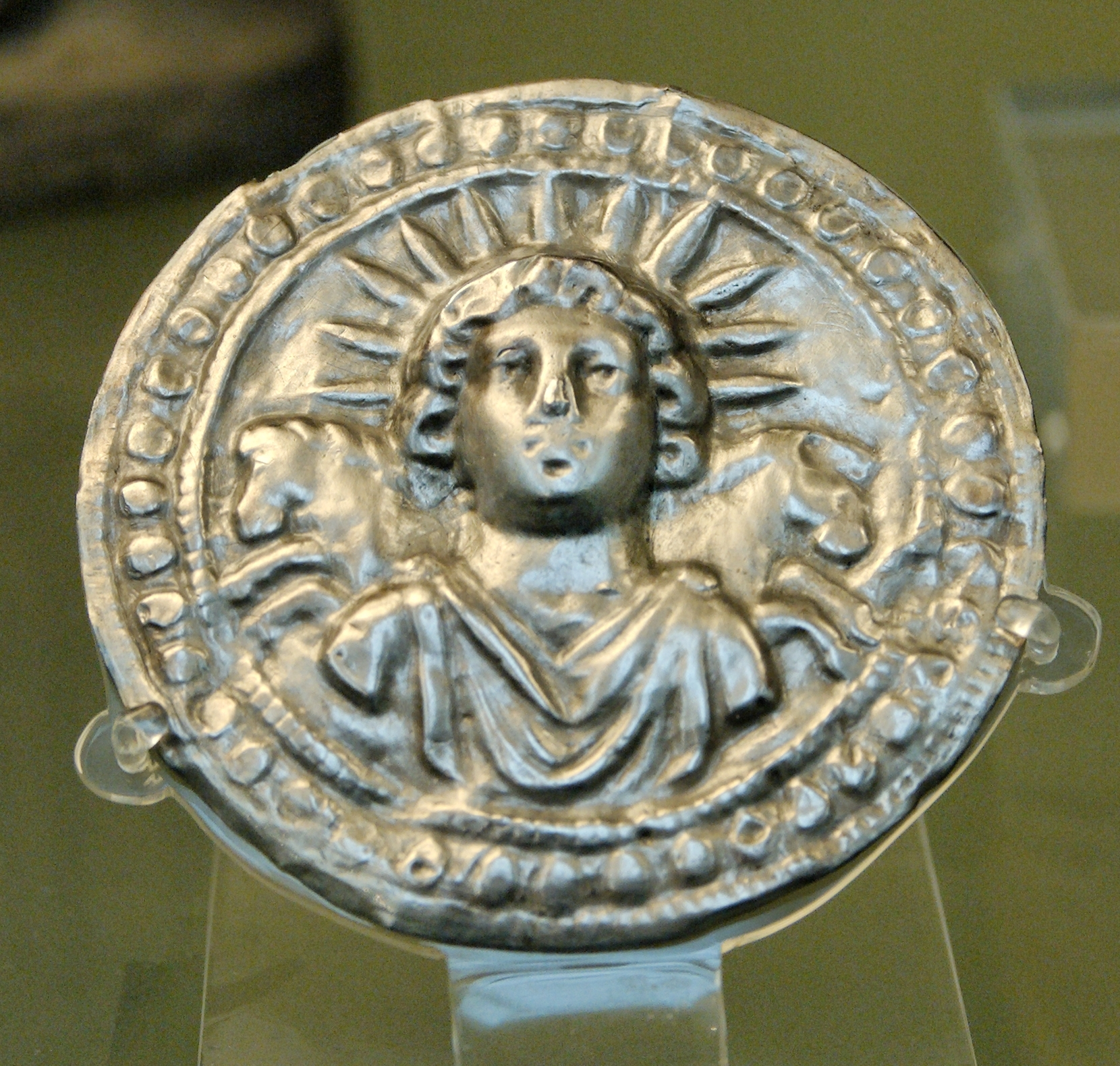
Disco in argento del III secolo rappresentante il Sol Invictus; l'iconografia classica costituì per Bartholdi un'importante fonte figurativa per il simbolismo della Statua della Libertà

Da questi riferimenti, in breve, Bartholdi desunse la scelta di proporre una figura femminile stante in stile neoclassico, drappeggiata con una stola e una pella, nel medesimo abbigliamento delle divinità romane, e con una torcia innalzata nella propria mano. Secondo la tradizione, il volto fu modellato sulla base di quello di Charlotte Beysser Bartholdi, madre dello scultore; si tratta, tuttavia, di una speculazione priva di qualunque tipo di riscontro. Altre fonti affermano che il volto fosse quello di una donna nata in Francia nel 1841, cioè di Isabelle Eugénie Boyer. Bartholdi scelse inoltre per la statua volumetrie forti, solenni e al contempo semplificate, coerentemente con la grande scala dell'opera e con la sua collocazione nella baia di New York, che avrebbe consentito prospettive multiple dalle imbarcazioni in arrivo nel porto della Grande Mela:
(Frédéric Auguste Bartholdi)
Intanto che il progetto prendeva vita, Bartholdi effettuò varie modifiche in corso d'opera. Inizialmente, infatti, pensava di collocare nelle mani della Libertà delle catene spezzate: successivamente, tuttavia, Bartholdi convenne che si trattava di un simbolo ancora troppo divisivo in una nazione ancora lacerata dai fantasmi della guerra civile, e pertanto collocò le catene in una posizione più defilata e difficilmente visibile, ai piedi della statua. Nelle mani della Libertà pose invece una tabula ansata con sopra incisa la data della Dichiarazione d'indipendenza degli Stati Uniti d'America: JULY IV MDCCLXXVI.
Per la tecnica costruttiva, Bartholdi si confrontò con l'amico e mentore Eugène Viollet-le-Duc, architetto francese dalle solide conoscenze ingegneristiche. Quest'ultimo gli suggerì di dotare la statua di un'anima interna in laterizio a cui poi ancorare esternamente le lastre di rame, modellate secondo la tecnica del repoussé, ovvero preriscaldate e poi battute con martelli in legno. Un vantaggio di questa scelta era che l'intera statua sarebbe stata molto leggera per il suo volume, poiché le lamine di rame esterne potevano avere uno spessore di soli 0,094 pollici (2,4 mm). Bartholdi aveva deciso per la statua un'altezza di poco più di 46 metri, il doppio di quella del Sancarlone italiano e dell'Hermannsdenkmal tedesco, monumenti entrambi realizzati con la stessa tecnica.

### Inizi della costruzione

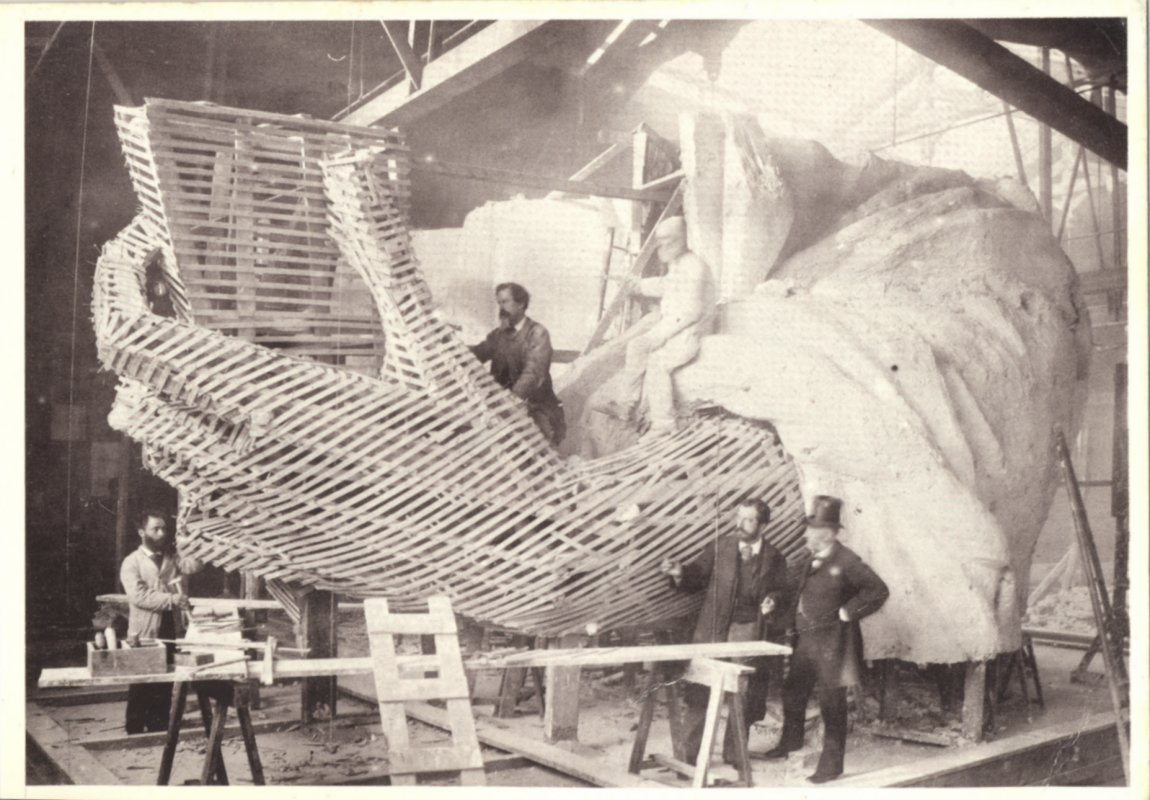
Costruzione di una delle mani della Statua alla presenza di Bartholdi

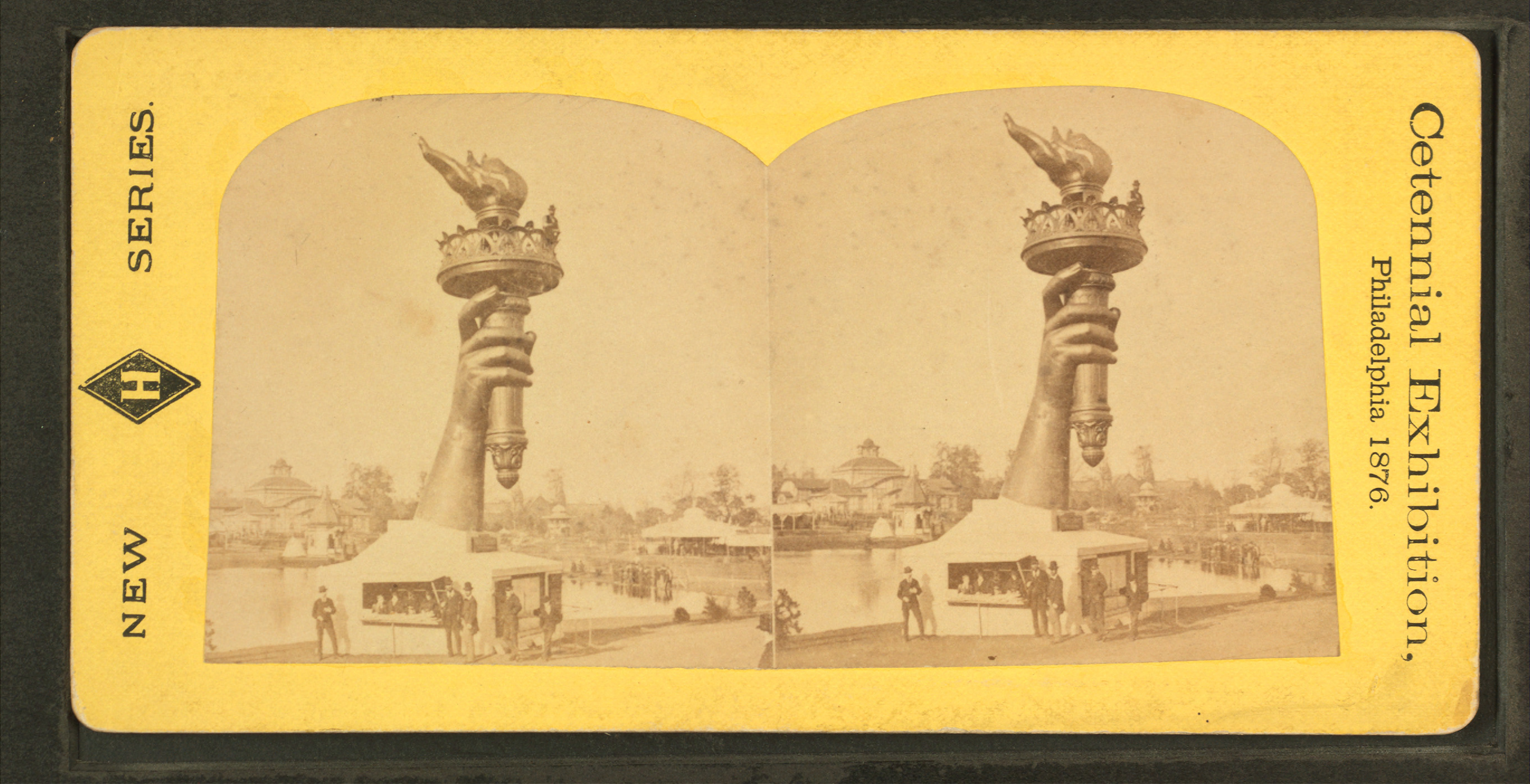
Immagine stereoscopica del braccio destro della Statua della Libertà esposto al pubblico nel 1876 in occasione Esposizione centennale delle arti di Filadelfia

Nel 1875 la Francia, rimarginatesi le ferite dopo la guerra contro l'Impero tedesco, aveva ormai consolidato la propria situazione economica e politica: l'interesse sempre più crescente per l'Esposizione centennale delle arti di Filadelfia persuase così Laboulaye finalmente a iniziare a ricercare consenso e supporto pubblico per la Statua. Nel settembre 1875, annunciò pubblicamente il progetto, a cui venne assegnato il nome di Liberty Enlightening the World [La libertà che illumina il mondo]. Questa dichiarazione raccolse numerosi consensi in Francia, che avrebbe finanziato personalmente il progetto. In tal senso, Laboulaye promosse numerosi eventi funzionali per ottenere una ricezione favorevole anche presso le classi più potenti e facoltose: ad esempio, la serata organizzata all'Opéra di Parigi il 25 aprile 1876, con una cantata composta da Charles Gounod che si intitolava proprio La Liberté éclairant le monde. Parallelamente a questi eventi indirizzati verso le élite, Laboulaye organizzò numerose campagne di raccolte fondi trasversali a tutta la società francese: a contribuire alla causa della Statua vi furono anche bambini e cittadini ordinari, oltre che 181 comunità francesi, gli alleati politici dello stesso Laboulaye e, infine, l'industriale Eugène Secrétan, che donò 128.000 libbre (58.000 kg) di rame.
Malgrado l'elaborazione concettuale della statua non fosse ancora terminata definitivamente, Bartholdi avviò prontamente la fabbricazione della testa della Libertà e del suo braccio destro (quello che regge la torcia) presso le officine Gaget, Gauthier & Co. Nel maggio 1876, lo scultore si recò nuovamente negli Stati Uniti come membro di una delegazione francese per l'Esposizione centennale di Filadelfia, dove intendeva per l'appunto mostrare al pubblico i frammenti della statua già fabbricati; seppure il braccio destro giungesse con molto ritardo a Filadelfia, tanto da non venire registrato nel catalogo della mostra, riscosse un discreto successo, e fu esposto anche a New York, nei giardini di Madison Square, prima di essere reimbarcato per la Francia. Il secondo viaggio statunitense di Bartholdi fu funzionale anche per promuovere il progetto ai potenziali donatori americani. Furono numerosi, infatti, i magnati di New York, Boston e Filadelfia che contribuirono finanziariamente al progetto: fra questi figurava anche un diciannovenne Theodore Roosevelt, futuro presidente degli Stati Uniti.

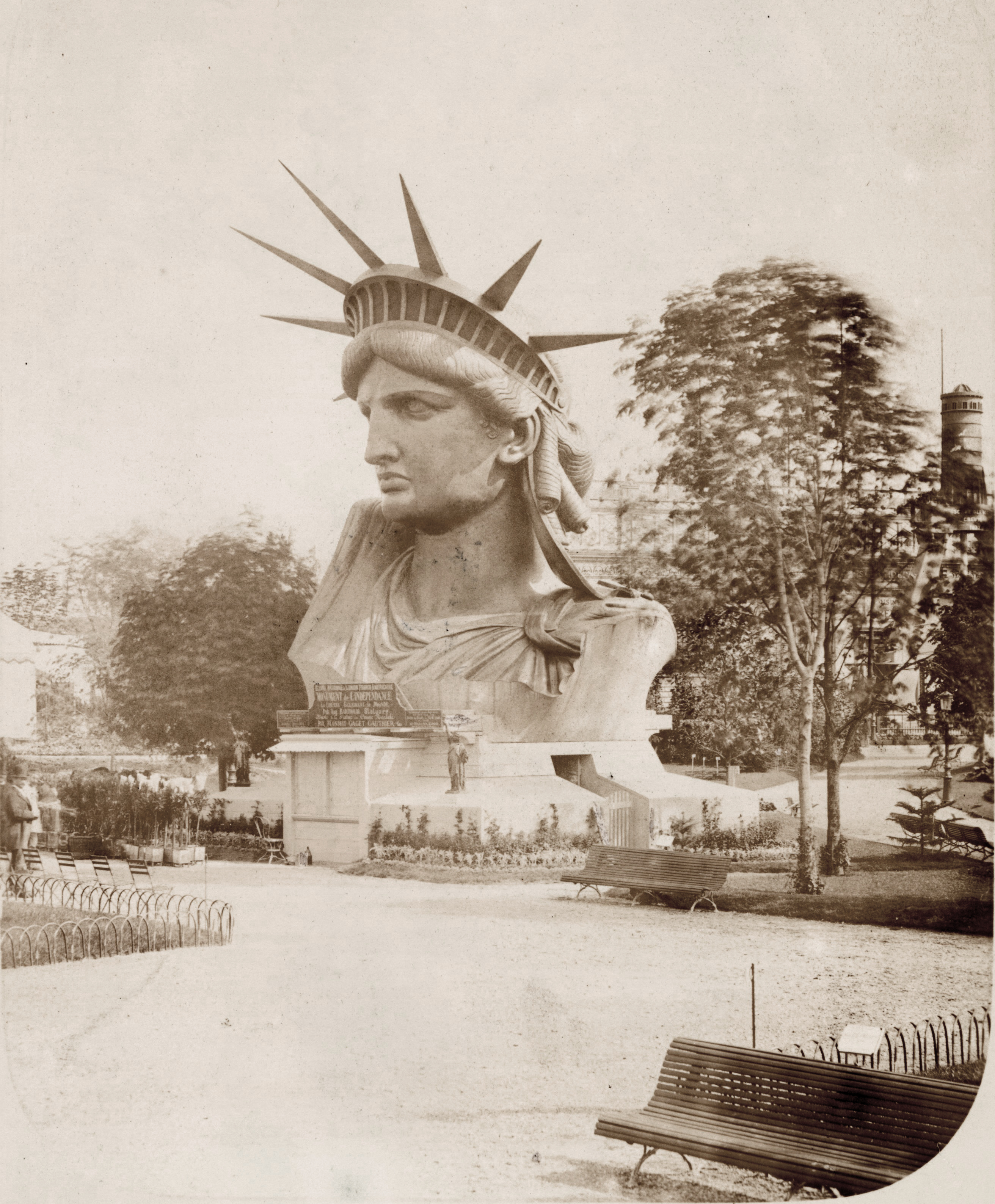
La testa della Statua esposta all'Exposition universelle di Parigi nel 1878

### Il completamento della statua
Ritornato a Parigi nel 1877, Bartholdi si concentrò sul completamento della testa, la quale sarebbe stata poi esposta al pubblico in occasione della Esposizione universale del 1878. Le campagne di raccolta fondi proseguirono, con il governo francese che autorizzò in tal senso persino una lotteria, e la Gaget, Gauthier & Co. che rilasciò in vendita dei biglietti per visitare il cantiere di costruzione della statua: alla fine del 1879 erano stati raccolti già 250,000 franchi.
La testa e il braccio erano stati costruiti con il supporto tecnico di Viollet-le-Duc, il quale morì tuttavia proprio nel 1879, senza lasciare istruzioni precise su come gestire la delicata giunzione tra le lastre in rame battuto di rivestimento e il sostegno interno in laterizio. L'anno successivo, Bartholdi decise di rivolgersi all'ingegnere Gustave Eiffel, il quale abbandonò l'ipotesi della struttura in mattoni e adottò la stessa tecnica che, nel 1889, avrebbe poi impiegato per la sua celebre torre a Parigi: ovvero, realizzare uno scheletro con travature metalliche a traliccio, collegate alle lastre esterne in rame mediante dei rivetti. Eiffel decise di non utilizzare una connessione rigida tra struttura e rivestimento, per evitare un accumulo eccessivo di tensioni sulla superficie che, in questo modo, avrebbe corso il rischio di fratturarsi. L'utilizzo dei rivetti, inoltre, consentiva al rivestimento un discreto grado di libertà di movimento, ideale per le sollecitazioni causate dai forti venti della baia di New York e dalle differenze termiche tra le lastre di rame e la struttura in acciaio. Per prevenire la corrosione galvanica dovuta al contatto di metalli diversi, inoltre, Eiffel isolò il rivestimento con asbesto impregnato di gommalacca.
La tecnica scelta da Eiffel fu uno dei primi esempi di facciata continua (seppur interpretata in chiave scultorea e non architettonica), in cui il rivestimento esterno è scarico, privo di capacità portante, ed è supportato invece da una struttura interna. Dentro l'involucro in rame, inoltre, Eiffel incluse due scale a chiocciola, così da consentire un accesso agevole al punto panoramico collocato sulla corona; un altro mirador fu previsto nella piattaforma intorno alla torcia, che però fu raggiungibile da una singola rampa di scale di 12 m. Durante la fabbricazione della Statua Eiffel e Bartholdi coordinarono attentamente il loro lavoro in modo che i segmenti completati della pelle si adattassero esattamente alla struttura di supporto. Le fasi di costruzione si svolsero interamente in Francia: Eiffel operava dalle proprie officine del sobborgo parigino di Levallois-Perret, e anche Bartholdi - grazie all'adozione della struttura in acciaio - poté modellare le lastre di rame a Parigi, e non in situ a Bedloe's Island come inizialmente previsto quando si pensava di adottare il supporto interno in laterizio. I vari elementi, poi, sarebbero stati trasportati separatamente negli Stati Uniti, e riassemblati in un secondo momento solo a New York.

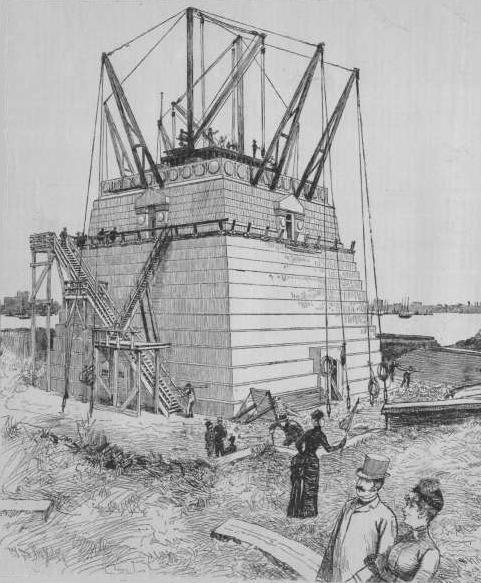
Pedestal for Bartholdi's Statue of Liberty on Bedloe's Island, New York Harbor, pubblicata sull'Harper's Weekly del 6 giugno 1885

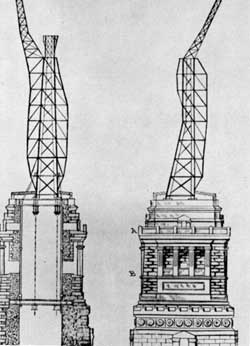
La struttura interna della Statua in un disegno del 1885

In un atto simbolico, il primo rivetto ancorato alla colonna reticolare centrale, atto a fissare una lastra di rame sul grande alluce della Libertà, fu trasportato da Levi P. Morton, l'ambasciatore degli Stati Uniti in Francia. La costruzione, in ogni caso, procedette alacremente, tanto che nel 1882 la Statua era già completa fino alla cintola, e il 4 luglio 1884, in una solenne cerimonia tenutasi a Parigi, la statua fu completata e presentata all'ambasciatore Morton. Ferdinand de Lesseps, che era succeduto a Laboulaye, spentosi nel 1883, nella direzione del comitato di sostegno alla Statua, in quell'occasione annunciò che il governo francese si sarebbe fatto economicamente carico del trasporto dei vari elementi a New York. Una volta edificato il suo piedistallo a Bedloe's Island, nel gennaio 1885 i vari pezzi vennero disassemblati e imbarcati per il viaggio oltreoceano.
Dall'altra parte dell'Atlantico si riscontrarono infatti forti difficoltà nell'ottenimento di fondi per la costruzione del piedistallo alla base. Il Panico del 1873 comportò negli Stati Uniti una stagnazione economica che rallentò la costruzione di numerosi progetti: oltre alla statua, anche l'erezione dell'obelisco poi divenuto noto come Washington Monument subì una battuta d'arresto che persistette per svariati anni. A ciò si accompagnarono diverse critiche rivolte sia ai costi economici del piedistallo, sostenuti dal governo statunitense e non dalla Francia, sia all'apparato allegorico stesso della Statua, che nella sua astrattezza era estraneo alla tendenza realista e glorificatrice degli eroi nazionali emersa negli anni dopo la guerra civile. Grande ostilità era inoltre suscitata in alcuni ambienti nazionalisti dalle origini francesi di Bartholdi, e dal fatto che un monumento identitario degli Stati Uniti sarebbe stato frutto dello scalpello di un cittadino non americano - le stesse polemiche furono suscitate dalla scelta di Constantino Brumidi per le decorazioni del Campidoglio per via delle sue origini italiane, malgrado egli fosse naturalizzato statunitense. L'Harper's Weekly scrisse che avrebbero desiderato che «M. Bartholdi e i nostri cugini francesi avrebbero dovuto "realizzare l'intera figura", dandoci statua e piedistallo in un'unica botta». Secondo il New York Times, invece, «nessun vero patriota può tollerare simili spese per le donne di bronzo nello stato attuale delle nostre finanze».
Le fondazioni della Statua vennero predisposte al centro di Fort Wood, un'antica fortificazione con il perimetro a stella a undici punte costruita tra il 1807 e il 1811. Dal 1823, il sito militare venne scarsamente utilizzato, se non durante la guerra civile come centro di reclutamento. Il piedistallo era inoltre allineato affinché la Statua fosse orientata verso sud-est, in modo da salutare simbolicamente le navi in arrivo dall'Oceano Atlantico. Per la realizzazione del piedistallo fu incaricato nel 1881 l'architetto americano Richard Morris Hunt. Hunt elaborò così un piedistallo che porta a sintesi reminiscenze classiche, evidenti nei portali dorici aperti lungo il perimetro dell'elemento, e citazioni dell'architettura azteca. Scelse di conferire alla grande massa del piedistallo, rivestita esternamente da blocchi in granito di Stony Creek, un carattere elementare, ravvivato solo da decorazioni comunque di ordine architettonico, così da concentrare l'attenzione sulla statua di Bartholdi. Un osservatore dell'epoca, l'autore Louis Auchincloss, scrisse che così concepito il piedistallo «rievoca[va] il potere di un'Europa antica sulla quale si erge la figura dominante della Statua della Libertà».

#### Costruzione
Il 17 giugno 1885 il piroscafo francese Isère attraccò al porto di New York con a bordo le varie casse contenenti i pezzi disassemblati della Statua. Malgrado il consenso leggermente oscillante degli anni precedenti, il pubblico statunitense non tardò a manifestare un acceso entusiasmo per l'avvenimento: più di duecentomila newyorchesi accorsero a Manhattan per assistere all'arrivo dell'Isère, e in quella data - inoltre - si era ormai giunti a un totale di $102,000 raccolto grazie alle donazioni, da più di 120,000 donatori.
Malgrado il successo della raccolta fondi, il piedistallo fu completato solo nell'aprile 1886: fu solo a questo punto che ebbe inizio l'assemblaggio della Statua vera e propria. In primo luogo venne eretta la struttura metallica di Eiffel, realizzata con profili a doppia T e opportunamente ancorata al piedistallo in cemento armato. Successivamente, le varie lastre in rame vennero ancorate ai rivetti, operazione per la quale non fu possibile utilizzare impalcature e ponteggi classici e che comportò l'adozione di corde e funi a cui ancorare gli operai, in pieno regime di edilizia acrobatica. L'illuminazione interna della torcia, rivestita con lamine in foglia d'oro, fu garantita da una centrale elettrica anch'essa costruita in quell'occasione su Bedloe's Island, che per l'occasione fu oggetto di una risistemazione urbanistica dal celebre architetto paesaggista Frederick Law Olmsted, già autore di Central Park a Manhattan e di Prospect Park a Brooklyn. Il generale Charles Stone affermò, in occasione del giorno di dedicazione della statua, che durante l'erezione della Statua non vi furono caduti sul lavoro: ciò, tuttavia, non era vero, in quanto un infortunio si verificò quando Francis Longo, un operaio di origini italiane dall'età di trentanove anni, fu travolto dalla caduta di un vecchio muro sul quale stava lavorando.

### Inaugurazione

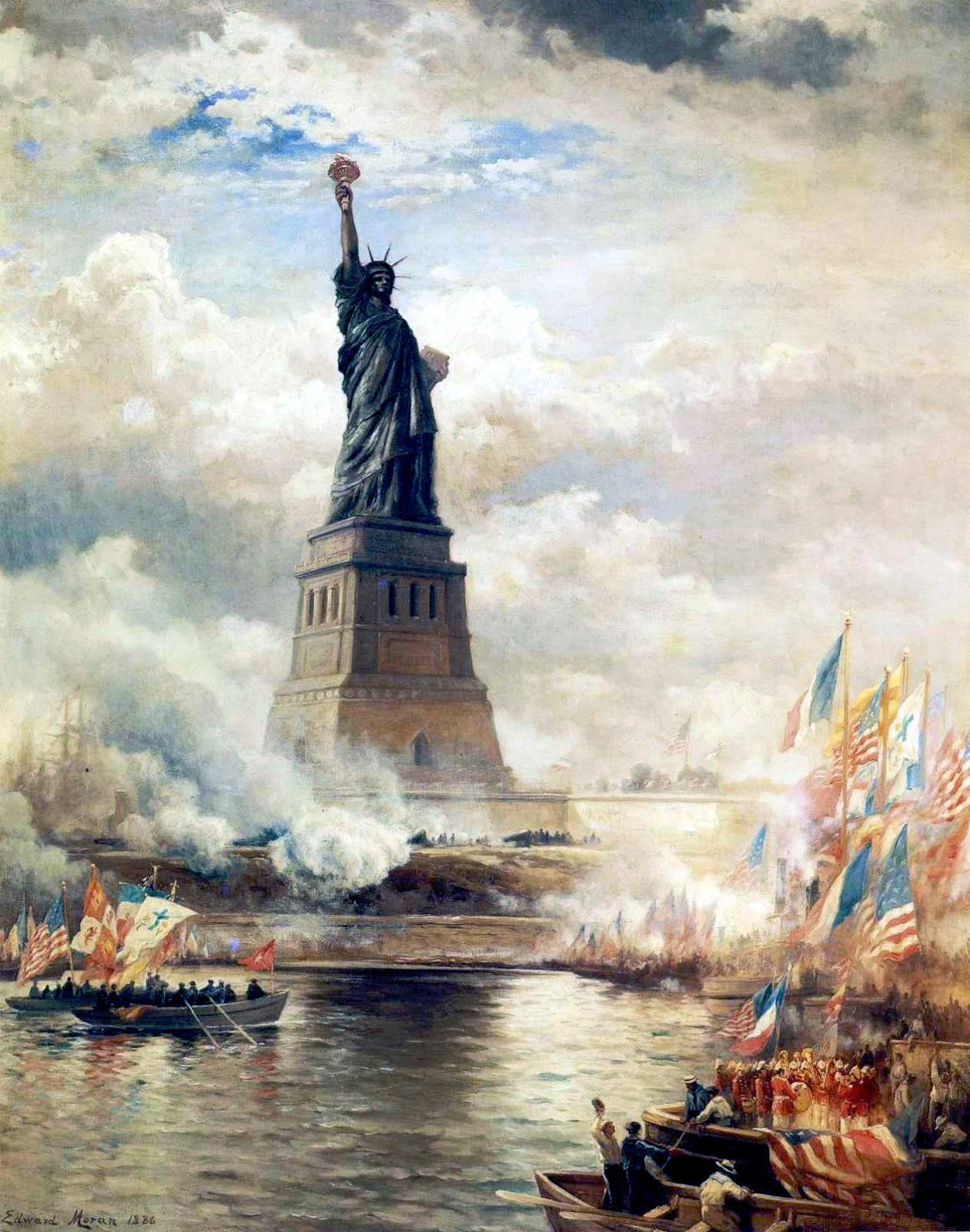
Edward Moran, Unveiling of the Statue of Liberty Enlightening the World (1886); olio su tela, The J. Clarence Davies Collection, Museum of the City of New York

La statua fu solennemente inaugurata nel pomeriggio del 28 ottobre 1886. Il presidente Grover Cleveland, già governatore di New York, presidiò l'evento, che fu accompagnato anche da una parata a New York City, a cui presero parte centinaia di migliaia di persone. Il percorso della fanfara, che era guidata dallo stesso presidente Cleveland, ebbe inizio a Madison Square, per passare poi attraverso la Fifth Avenue, Broadway, e Park Row e infine attestarsi su Battery Park, all'estrema propaggine meridionale di Manhattan: quando la parata passò dinanzi la Borsa di New York, i commercianti lanciarono dalle finestre grandi quantitativi di pezzettini di carta sminuzzati, dando inizio alla tradizione squisitamente newyorkese della ticker-tape parade.
Una parata nautica fu indetta alle 12:45 e il presidente Cleveland, in tale occasione, si imbarcò su uno yacht con cui attraversò il porto di New York, giungendo infine a Bedloe's Island per la dedicazione. Qui De Lesseps tenne il primo discorso, a nome dell'intero comitato francese, seguito poi dal presidente del comitato di New York, il senatore William M. Evarts. Una bandiera francese drappeggiata sul volto della statua doveva essere abbassata per svelare l'opera alla fine dell'orazione di Evarts, ma Bartholdi - scambiando una pausa per la conclusione dell'intero discorso - lasciò cadere la bandiera prematuramente: gli applausi che ne seguirono misero così fine al discorso di Evarts. Il presidente Cleveland prese poi la parola, affermando che il «flusso di luce (stream of light) della statua perforerà l'oscurità dell'ignoranza e dell'oppressione dell'uomo finché la libertà non illuminerà il mondo». Bartholdi, che presenziava all'infuocata orazione del presidente da un punto vicino al palco, fu poi chiamato a parlare; egli, tuttavia, rifiutò. L'oratore Chauncey M. Depew concluse poi il discorso con una lunga allocuzione.
Nessun membro del pubblico fu ammesso durante le cerimonie sull'isola, la quale venne riservata interamente ai dignitari. Le uniche donne a cui fu concesso l'accesso furono la moglie di Bartholdi e la nipote di de Lesseps; i funzionari dichiararono di temere che le donne potessero essere ferite nella calca di persone. La restrizione offese le suffragette della zona, che decisero così di noleggiare una barca in modo da avvicinarsi il più possibile all'isola. I leader del gruppo tennero discorsi, applaudendo l'incarnazione della Libertà come donna e sostenendo la necessità del suffragio femminile. Era programmato persino uno spettacolo pirotecnico, che però venne rinviato al 1º novembre a causa del maltempo.
Poco dopo la dedica, The Cleveland Gazette, un giornale particolarmente sensibile al tema dei diritti civili degli afroamericani, suggerì di non accendere la torcia della statua fino a quando gli Stati Uniti non sarebbero diventati una nazione «veramente» libera:
(The Cleveland Gazette)

### Dopo l'inaugurazione

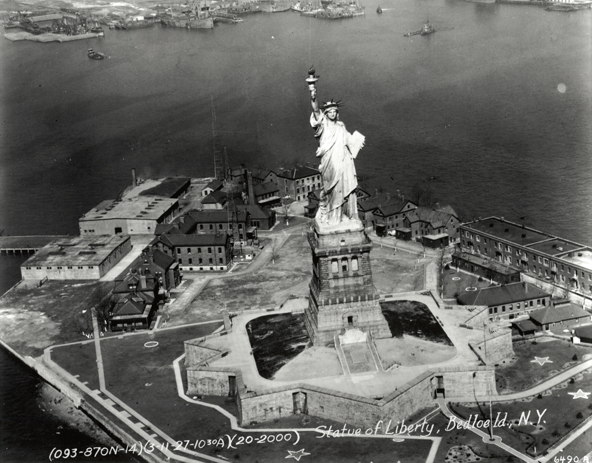
La Statua della Libertà nel 1927

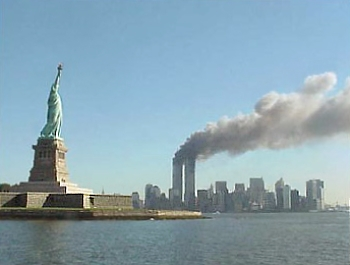
La Statua della Libertà con, sullo sfondo, le Torri Gemelle nella tragica circostanza degli attentati dell'11 settembre 2001

L'accesso al pubblico al balcone che circonda la torcia venne chiuso per ragioni di sicurezza nel 1916. Nel 1984 la statua venne chiusa al pubblico per due anni e ristrutturata in occasione del 100º anniversario. La torcia originale, ormai vecchia e corrosa, venne sostituita da una nuova placcata in oro a 24 carati. In seguito la vecchia torcia venne anch'essa restaurata ed esposta all'entrata principale del basamento. La cerimonia di riapertura della statua ebbe luogo il 4 luglio 1986 (giorno ricorrente alle celebrazioni dell'Indipendenza americana) e in tale occasione vi fu la presenza dell'allora presidente degli Stati Uniti d'America, Ronald Reagan. A seguito degli attentati dell'11 settembre 2001, la statua e Liberty Island sono state immediatamente chiuse al pubblico. L'isola e l'accesso al basamento sono stati riaperti solo agli inizi di dicembre 2001 in occasione del periodo pre-natalizio, mentre l'accesso al piedistallo e alla corona della statua sono rimasti chiusi.
Il piedistallo venne riaperto ufficialmente il 3 agosto del 2004, su approvazione dell'amministrazione di George W. Bush. Il 17 maggio 2009, il presidente Barack Obama e il segretario degli interni, Ken Salazar, annunciarono che come "dono speciale" per gli Stati Uniti, la statua sarebbe stata riaperta al pubblico a partire dal 4 luglio (giorno della festa dell'indipendenza americana), ma con un afflusso quotidiano limitato, e prenotando online con largo anticipo il biglietto direttamente sul sito ufficiale Statue of Liberty Cruises.com o direttamente alle biglietterie dei moli di Battery Park a New York o Liberty Harbor a Jersey City. La statua, compreso il piedistallo e l'accesso fino alla corona, sono stati nuovamente chiusi il 29 ottobre 2011 (il giorno dopo le celebrazioni per il 125º anniversario della statua), per l'installazione di nuovi ascensori e della nuova struttura della scala a chiocciola interna. Anche se la statua della Libertà è rimasta chiusa al pubblico, Liberty Island e il museo all'interno del basamento sono rimasti comunque aperti.
A un anno esatto dalla chiusura per restauri e l'installazione di una nuova e sofisticata scala mobile all'interno a partire dal 28 ottobre 2012, l'accesso completo ma pur sempre "limitato" alla statua dal piedistallo fino alla corona è stato nuovamente riaperto al pubblico. Tale annuncio è stato fatto ufficialmente da David Luchsinger, il sovrintendente di Ellis Island.
A causa del blocco, causato dalla bocciatura da parte del partito repubblicano al pacchetto della riforma Obamacare al Congresso statunitense, dal 1º al 13 ottobre 2013, tutti i parchi nazionali e quindi federali inclusa Liberty Island sono stati chiusi al pubblico, scatenando diverse polemiche. In seguito l'amministrazione Obama ha raggiunto un accordo con tutti gli Stati coinvolti, incluso quello di New York, per riaprire i propri parchi nazionali a spese degli stessi Stati, con previsto rimborso da parte della amministrazione dei parchi alla risoluzione del blocco, risoluzione che è avvenuta ufficialmente il 17 ottobre 2013.

## Accesso e targhe commemorative

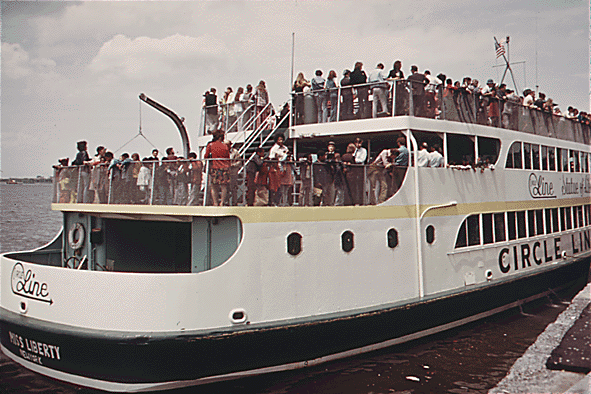
Passeggeri della Circle Line

### Localizzazione
La statua si trova nell'Upper New York Bay a Liberty Island, isola a sud di Ellis Island, con cui amministrativamente costituisce il Statue of Liberty National Monument. Entrambe le isole furono cedute da New York al governo federale nel 1800. Come concordato in un patto del 1834 tra New York e New Jersey che fissava il confine di stato nel punto medio della baia, le isole originarie rimangono territorio di New York, sebbene si trovino sul lato del New Jersey del confine di stato. Liberty Island è una delle isole che fanno parte del distretto (borough) di Manhattan a New York.
L'ingresso alla Statua è sostanzialmente gratuito, ma è previsto un costo per il servizio di traghetto che tutti i visitatori devono necessariamente utilizzare per recarvisi, poiché le barche private non possono attraccare sull'isola. Una concessione venne assegnata nel 2007 alla compagnia Statue Cruises per gestire le strutture di trasporto e biglietteria, in sostituzione di Circle Line, che aveva operato il servizio dal 1953. I traghetti, che partono dal Liberty State Park a Jersey City e da Battery Park a Lower Manhattan, effettuano una fermata anche a Ellis Island quando è aperta al pubblico, rendendo possibile un viaggio combinato. Prima dell'imbarco tutti i passeggeri dei traghetti sono soggetti a controlli di sicurezza, simili alle procedure che si applicano negli aeroporti.
I visitatori che intendono entrare nella base e nel piedistallo della statua possono entrarvi pagando una cifra simbolica al momento dell'acquisto del biglietto del traghetto. Coloro che desiderano salire la scala all'interno della statua fino alla corona devono invece acquistare un biglietto speciale, che può essere prenotato fino a un anno prima. Possono salire un totale di 240 persone al giorno: dieci per gruppo, tre gruppi all'ora. È possibile portare con sé solo farmaci e macchine fotografiche (per gli altri oggetti è possibile fruire di appositi armadietti) ed è necessario sottoporsi a un secondo controllo di sicurezza.

### Iscrizioni, targhe ed elementi commemorativi
(Emma Lazarus)

Veduta a volo d'uccello di Liberty Island

Sopra o vicino alla Statua della Libertà sono presenti numerose iscrizioni e targhe commemorative:
- Una targa dichiara che si tratta di una colossale statua raffigurante la Libertà, progettata da Bartholdi e realizzata dalla ditta parigina «Gaget, Gauthier et Cie»;[61]
- Un'altra targa, anch'essa recante il nome di Bartholdi, dichiara che la statua è un dono del popolo della Repubblica di Francia che onora "l'Alleanza delle due Nazioni nel raggiungimento dell'Indipendenza degli Stati Uniti d'America e attesta la loro duratura amicizia";[61]
- Una lapide posta dal Comitato Americano ricorda la raccolta fondi indetta per la costruzione il piedistallo;[61]
- Nel 1903 fu collocata una targa con il testo di un sonetto, The New Colossus (1883), scritto dalla poetessa statunitense Emma Lazarus. Fino al restauro del 1986 la targa era montata all'interno del piedistallo; in seguito fu trasferita nel Museo della Statua della Libertà, nel basamento;[61]
- All'estremità occidentale dell'isola è presente un gruppo di statue raffiguranti tutti quei personaggi strettamente associati alla Statua della Libertà, dedicate in particolare a due americani - Pulitzer e Lazarus - e a tre francesi - Bartholdi, Eiffel e Laboulaye. Le opere sono state realizzate dallo scultore del Maryland Phillip Ratner.[61]

## Misure
| Caratteristica                                                           | Misura           |
| ------------------------------------------------------------------------ | ---------------- |
| Altezza della statua in rame                                             | 46 m             |
| Fondazione del piedistallo (a livello del suolo) alla punta della torcia | 93 m             |
| Dal tallone alla sommità della testa                                     | 34 m             |
| Altezza della mano                                                       | 5 m              |
| Dito indice                                                              | 2.44 m           |
| Circonferenza alla seconda articolazione                                 | 1.07 m           |
| Testa dal mento al cranio                                                | 5.26 m           |
| Spessore della testa da un orecchio all'altro                            | 3.05 m           |
| Distanza tra gli occhi                                                   | 0.76 m           |
| Lunghezza del naso                                                       | 1.48 m           |
| Lunghezza del braccio destro                                             | 12.8 m           |
| Spessore massimo del braccio destro                                      | 3.66 m           |
| Spessore della vita                                                      | 10.67 m          |
| Larghezza della bocca                                                    | 0.91 m           |
| Libro, lunghezza                                                         | 7.19 m           |
| Libro, altezza                                                           | 4.14 m           |
| Libro, spessore                                                          | 0.61 m           |
| Altezza del piedistallo                                                  | 27.13 m          |
| Altezza della fondazione                                                 | 19.81 m          |
| Peso del rame usato nella statua                                         | 27.22 tonnellate |
| Peso dell'acciaio usato nella statua                                     | 113.4 tonnellate |
| Peso complessivo della statua                                            | 204.1 tonnellate |
| Spessore della lamiera di rame                                           | 2.4 mm           |

## Riproduzioni

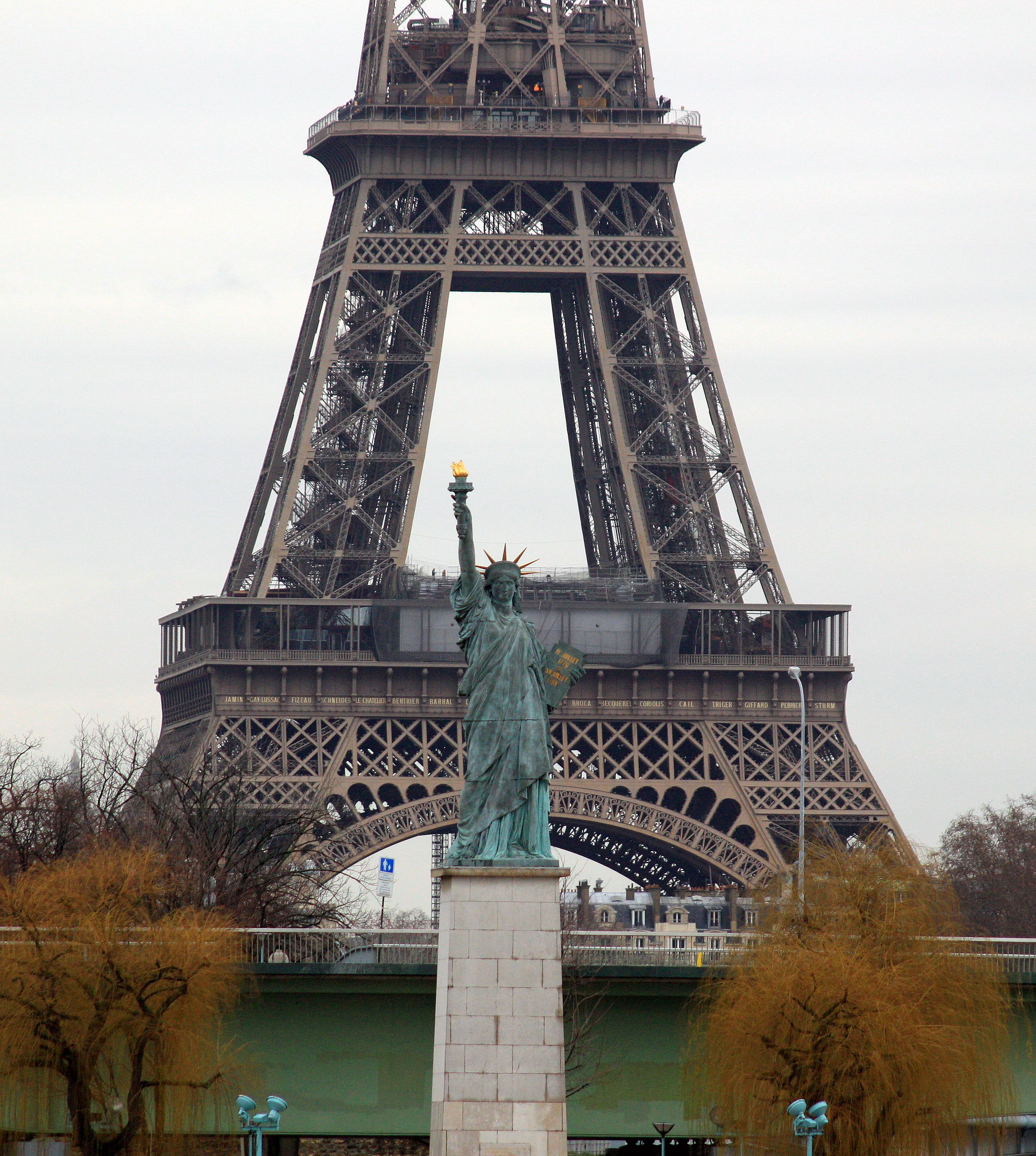
La Liberté éclairant le monde dell'Île aux Cygnes a Parigi

Centinaia di riproduzioni della Statua della Libertà sono state realizzate in città di tutto il pianeta. Una versione più piccola della statua - un quarto dell'altezza dell'originale - fu donata dalla comunità americana di Parigi alla capitale francese: oggi si trova sull'Île aux Cygnes, con lo sguardo rivolto verso ovest, in direzione di New York. Una replica alta 9,1 m è rimasta per molti anni in cima al Liberty Warehouse sulla West 64th Street a Manhattan; oggi è esposta al Brooklyn Museum.
In un tributo patriottico, i Boy Scouts of America, come parte della loro iniziativa Strengthen the Arm of Liberty nel 1949-1952, donarono circa duecento repliche della statua, realizzate in rame e alte 2,5 m, a numerosissimi stati e municipalità negli Stati Uniti. Sebbene non sia una vera e propria replica, la statua conosciuta come la Dea della Democrazia eretta temporaneamente durante le proteste di Piazza Tiananmen del 1989 è stata similmente ispirata alle tradizioni democratiche francesi: gli scultori ebbero cura di evitare un'imitazione pedissequa della Statua della Libertà. Al di là delle varie repliche all'interno della città di New York, una riproduzione della statua fa parte dell'esterno del New York-New York Hotel and Casino di Las Vegas.
In quanto icona americana, la Statua della Libertà è stata sovente raffigurata sulle monete e sui francobolli del paese. È apparsa sulle monete commemorative emesse per celebrare il suo centenario del 1986, e sulla moneta della serie dei 50 State Quarters di New York nel 2001. L'effigie della statua è stata scelta nel 1997 per le monete d'oro di platino della American Platinum Eagle, ed è stata collocata sul retro delle monete appartenenti alla serie del dollaro presidenziale. Due immagini della torcia della statua appaiono anche sull'attuale banconota da dieci dollari.
Raffigurazioni della statua sono state utilizzate inoltre da molte istituzioni regionali. Tra il 1986 e il 2000, lo Stato di New York ha rilasciato numerose targhe d'immatricolazione adornate con l'effigie della statua. Il logo della squadra di pallacanestro New York Liberty ricorre sia al nome dell'opera di Bartholdi che alla sua immagine nel proprio logo, in cui la fiamma della torcia funge anche da pallacanestro. I New York Rangers hanno raffigurato, a partire dal 1997, la testa della Libertà sulla loro terza maglia. L'immagine dalla Statua della Libertà è stata ampiamente divulgata anche nella cultura popolare, a partire dalla cinematografia, comparendo nel film di Alfred Hitchcock Sabotatori (1942) e in Il pianeta delle scimmie, dove appare semisepolta in un banco di sabbia. Nel videogioco arcade Chelnov l'ultima parte della lotta col boss finale si svolge sulla Statua della Libertà.